# بارابا ذا رابر
بارابا ذا رابر (بالإنجليزية: PaRappa The Rapper) هي لعبة فيديو موسيقية طورت بواسطة الشركة اليابانية نانا-أونشا ونشرت بواسطة سوني كمبيوتر إنترتينمنت لجهاز بلاي ستيشن 1. صنعت من قبل المنتج الموسيقي ماسايا ماتسورا بالتعاون مع الرسام رودني غرينبلات. اللعبة تحتوي على أسلوب فني فريد من نوعه وطريقة لعب مستوحاة من أغاني الراب وتعتبر أول لعبة موسيقية حديثة. أطلقت اللعبة لأول مرة في اليابان عام 1996 وبعدها في الولايات المتحدة وأوروبا عام 1997. اللعبة نقلت إلى جهاز البلاي ستيشن بورتبل عام 2006 ونسخة محسنة أطلقت لجهاز البلاي ستيشن 4 عام 2017.

## طريقة اللعب
بارابا ذا رابر هي لعبة ايقاع حيث يجب على اللاعب أن يتحكم بشخصية اللعبة الرئيسية بارابا في المراحل الستة من اللعبة عن طريق غناء الراب. كل مرحلة تحوّل بشكل مستمر بين معلم المرحلة وبارابا. فيما يغني معلم المرحلة. يوجد شريط في أعلى الشاشة يحتوي على رموز تطابق كلمات المعلم. عندما يأتي دور بارابا يجب أن يضغط اللاعب الرموز في الوقت المناسب لتطابق كلمات بارابا المعلم.